# Cmentarz ewangelicki w Gaszowie
Cmentarz ewangelicki w Gaszowie – utworzony w 1866 roku cmentarz ewangelicki w miejscowości Gaszów, w województwie dolnośląskim. Na jego terenie znajduje się okazała kaplica pogrzebowa. Obecnie zrujnowany.

## Historia obiektu
W roku 1848 gaszowska społeczność luteranów licząca 224 wiernych nie posiadała własnego cmentarza, a pochówków zmarłych dokonywano wówczas w pobliskim Chmielnie. W roku 1866 na północnym skraju wsi, na niewielkim wzniesieniu rozpoczęto budowę klasycystycznej kaplicy oraz cmentarza, mającego służyć ewangelikom z Gaszowa, Ustronia i Skały. Prace udało się zakończyć jeszcze tego samego roku. Sześć lat później na terenie nekropolii powstało okazałe mauzoleum rodziny Walter, wykonane z piaskowca pozyskanego z miejscowej kopalni.
W roku 1945, miejscowa ludność niemiecka wyznająca luteranizm została  wysiedlona na zachód. Przybyła na jej miejsce ludność polska, będąca w zdecydowanej większości wyznania katolickiego, dokonała na cmentarzu kilku pochówków, jednak z czasem wyposażenie kaplicy zostało przeniesione do okolicznych kościołów, a sam obiekt został opuszczony i zapomniany. Obecnie jego teren porasta młodnik, a liczne piaskowcowe nagrobki padły ofiarą wandali.

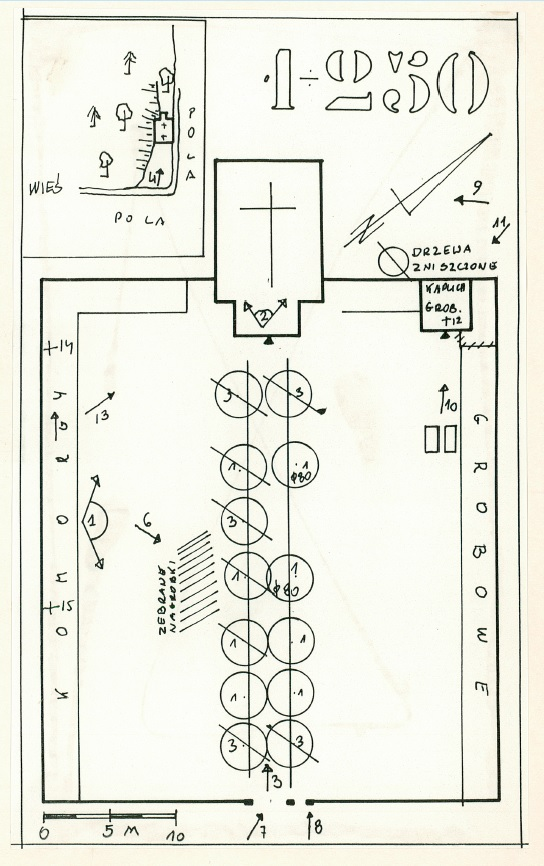
Plan cmentarza ewangelickiego w Gaszowie

## Kaplica

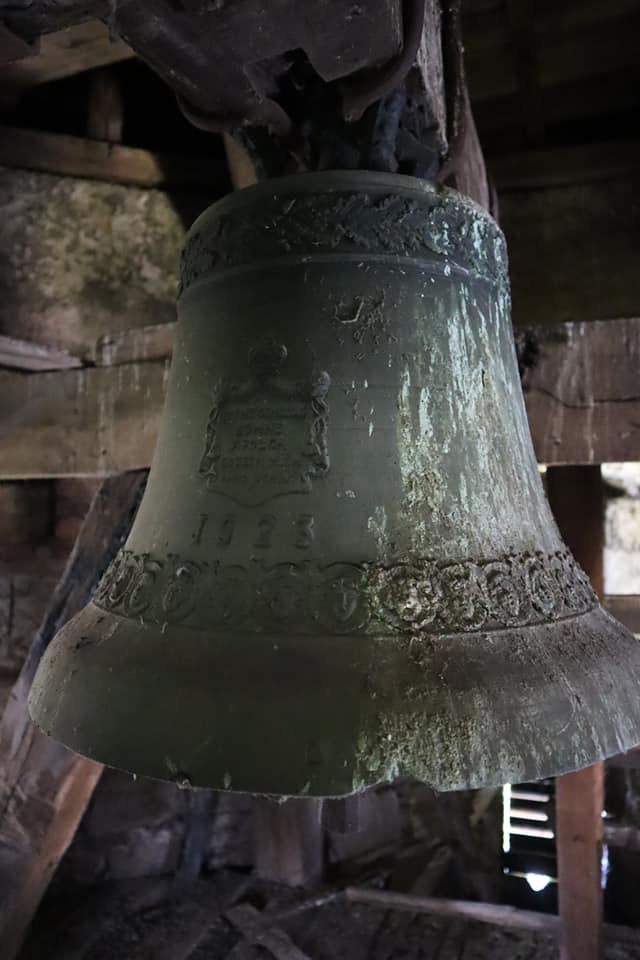
Dzwon pierwotnie znajdujący się w kaplicy w Gaszowie, przeniesiony do kościoła pw. Narodzenia Najświętszej Maryi Panny w Chmielnie. Widoczna data odlania- 1923.

Na terenie cmentarza znajduje się okazała, jednonawowa kaplica pogrzebowa w stylu klasycystycznym, której budulcem był piaskowiec z miejscowych kopalni. Jej dwuspadowy dach pokryty był pierwotnie czerwoną dachówką. Nad kruchtą, stanowiącą jedyne wejście do świątyni umieszczono tabliczkę zawierającą cytat z Pisma Świętego w języku niemieckim ,,Hier ist des HERRN Tempel" (niem. Tu jest świątynia Pańska), oraz niewielką sygnaturkę, na której pierwotnie zawisły dwa dzwony. Jeden z nich, odlany w drugiej połowie XIX wieku, ze względu na rosnące zapotrzebowanie na brąz w trakcie trwania I wojny światowej został przetopiony na cele wojskowe. Dzięki staraniom miejscowej społeczności w roku 1923 ufundowano nowy dzwon. Wnętrze kaplicy z trzech stron okalały drewniane empory, a ściany pokryte były jasnym kolorem z freskami przedstawiającymi motyw róż. Drewniany ołtarz przedstawiał Chrystusa. 

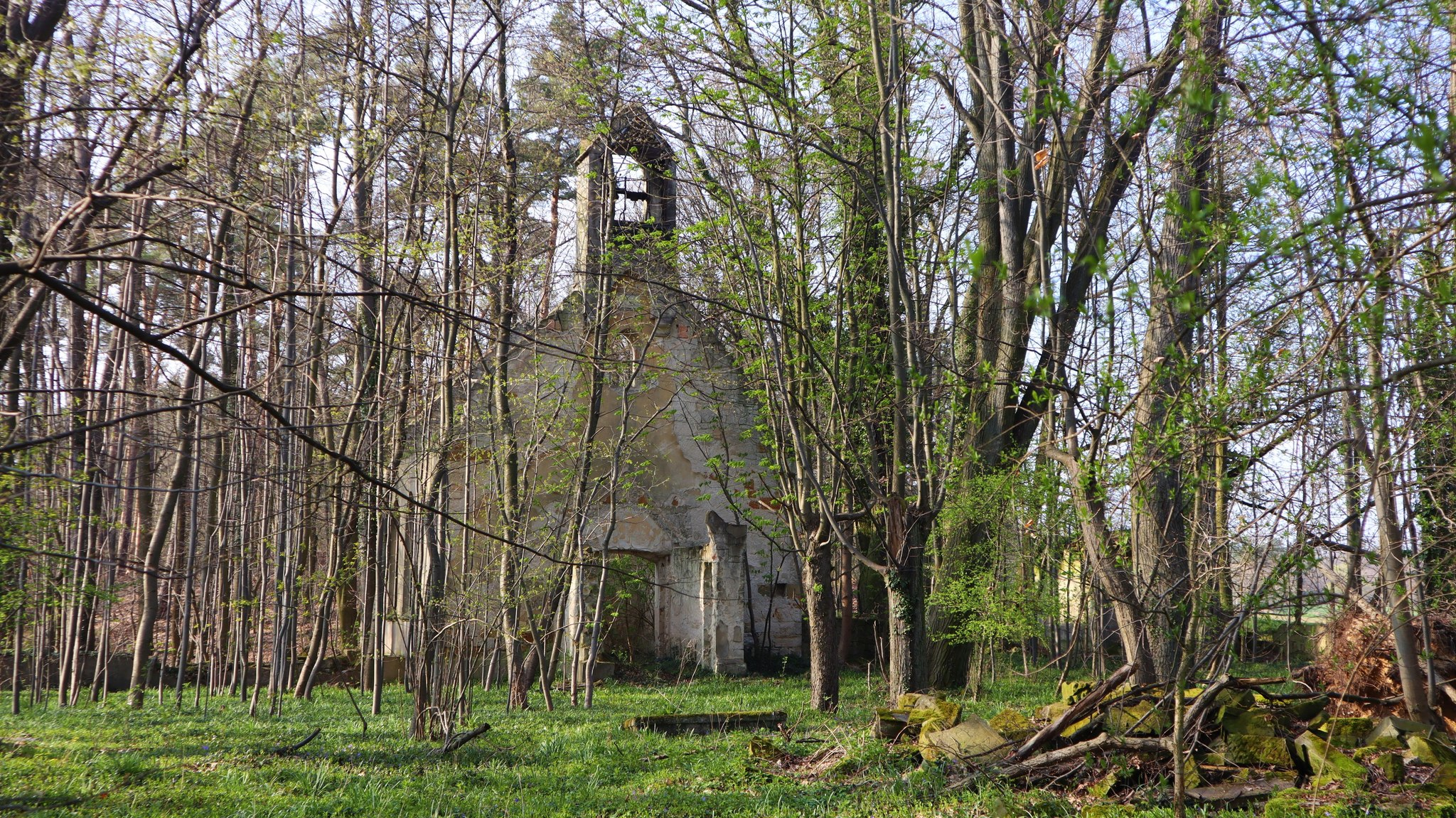
Współczesny wygląd cmentarza

Po roku 1945 kaplica przestała być używana i pozostawiona sama sobie zaczęła popadać w coraz większą ruinę. W latach 60. pozostające w niej jeszcze wyposażenie zostało przeniesione do okolicznych kościołów katolickich, m.in. w Chmielnie i Żeliszowie, gdzie znajduje się do dzisiaj. Z czasem zawaliła się drewniana konstrukcja dachu, przykrywając wnętrze warstwą dachówek. Obecnie zachowały się mury wraz z niewielką sygnaturką. Do drzwi kaplicy wiedzie lipowa aleja, którą jednak porasta las.

## Lista osób spoczywających na cmentarzu
| Nazwisko                  | Lata życia             | Zachowany nagrobek    | Uwagi                                                                           |
| ------------------------- | ---------------------- | --------------------- | ------------------------------------------------------------------------------- |
| Altmann Johann Gottlieb   | Nieznane               | Tak                   |                                                                                 |
| Altmann, Imię Nieznane,   | Nieznane               | Częściowo             |                                                                                 |
| Anders Ernstine           | Nieznane               | Częściowo             |                                                                                 |
| Beer, imię nieznane       | 1907-26.03.1907        | Nie                   | Ofiary tragicznego pożaru z 1907 r.                                             |
| Beer, imię nieznane       | 1904- 26.03.1907       | Nie                   | Ofiary tragicznego pożaru z 1907 r.                                             |
| Beer, imię nieznane       | 1903- 26.03.1907       | Nie                   | Ofiary tragicznego pożaru z 1907 r.                                             |
| Beer, imię nieznane       | 1901- 26.03.1907       | Nie                   | Ofiary tragicznego pożaru z 1907 r.                                             |
| Beer, imię nieznane       | zm. 26.03.1907         | Nie                   | Ofiary tragicznego pożaru z 1907 r.                                             |
| Beer, imię nieznane       | zm. 26.03.1907         | Nie                   | Ofiary tragicznego pożaru z 1907 r.                                             |
| Ben(?) Anna               | Nieznane               | Nie                   |                                                                                 |
| Büttner Henriette         | 1875-1905              | Tak                   |                                                                                 |
| Drescher Ernestine        | 08.05.1868-26.11.1937  | Tak                   |                                                                                 |
| Förster Gottlieb Ernst    | zm. 1932               | Tak                   |                                                                                 |
| Forster Karoline Ernstine | zm. 1932               | Tak                   |                                                                                 |
| Hoferichter (rodzina)     | XX w.                  | Tak                   | Mieszkańcy dzisiejszego gospodarstwa nr 4                                       |
| Hoferichter Hermann       | zm. Po 1916 r.         | Nie                   | Mieszkaniec dzisiejszego gospodarstwa nr 4                                      |
| Holzbecher, Imię nieznane | zm. po 1932            | Nie                   | Prawdopodobnie nauczyciel szkoły podstawowej w Gaszowie                         |
| Hönge Louis               | 183(?)-13.03.1893      | Tak                   | Mistrz stolarski                                                                |
| Hynek, Imię nieznane      | Po 1945                | Nie                   | Dzieci pierwszych polskich osadników w Gaszowie                                 |
| Hynek, Imię nieznane      | Po 1945                | Nie                   | Dzieci pierwszych polskich osadników w Gaszowie                                 |
| Märkel Alfred             | 25.03.1927- 22.09.1927 | Tak                   |                                                                                 |
| Pietsch H(…)              | Nieznane               | Tak                   |                                                                                 |
| Scholz Joh Gottlieb       | Nieznane               | Tak                   | Właściciel dzisiejszego gospodarstwa nr 12                                      |
| Schwabe Erika             | Nieznane               | Nie                   | Żyła prawdopodobnie 3 lata.                                                     |
| Schwabe Elsa              | zm. 1921               | Nie                   | Mieszkanka dzisiejszego gospodarstwa nr 29                                      |
| Schwabe Ernestine         | Nieznane               | Nie                   | Mieszkanka dzisiejszego gospodarstwa nr 29                                      |
| Schwabe Imię nieznane     | Nieznane               | Nie                   | Mieszkaniec dzisiejszego gospodarstwa nr 29                                     |
| Schwabe Richard           | Nieznane               | Nie                   | Właściciel kopalni piaskowca                                                    |
| Walter (rodzina)          | zm. po 1872            | Częściowo (mauzoleum) | Właściciele gospodarstwa rolnego w Skale                                        |
| Wehner Oskar              | 18.01.1875-20.05.1940  | Nie                   | Właściciel dzisiejszego gospodarstwa nr 17                                      |
| Imię nieznane             | zm. 31.07.1919         | Nie                   | Pracownik w gospodarstwie rodziny Rosemann (Prawdopodobne miejsce pochówku)     |
| Kurt John (?)             | ok.1927-02.1934        | Nie                   | Dziecko jednego z gospodarzy, ugodzony widłami (Prawdopodobne miejsce pochówku) |